# Орел
Вижте пояснителната страница за други значения на Орел.
Орлите са големи грабливи птици, които се срещат най-вече в Стария свят. Едва 2 вида (скалния орел и белоглавия орел) са разпространени в Северна Америка и само няколко в Южна Америка. Те са членове на разред Ястребоподобни, на семейство Ястребови и на различни родове, които не са задължително близки един на друг. Отличителните им белези са як клюн, закривен надолу и сърповидни нокти. Клюнът помага за лесното и бързо хващане на жертвата, а ноктите – за убиването ѝ. Те също така имат и много добро зрение стигащо до километър – километър и половина. С тези приспособления те са успели да оцелеят на тази планета.

## Орлите като символи
Така, както лъвът се разглежда като цар на животните, орелът се разглежда като цар на птиците и е издигната птица в хералдиката. Като такъв, орелът бива едноглав или двуглав.

## Начин на живот и хранене
Хищни птици, хранят се с различни дребни, средни и големи животни, като бозайници, птици, влечуги, земноводни, риба, безгръбначни и дори мърша. Много от видовете в рода са прелетни.

## Размножаване
Моногамни птици. Снасят малко на брой яйца, обикновено от 1 до 3. Мъти само женската или и двамата родители. Младите птици се задържат заедно с родителите обикновено до края на сезона.

## Допълнителни сведения
На територията на България всички видове в рода са защитени от закона. От най-дълбока древност различните видове орли са използвани като ловни птици.

## Списък на видовете
Род Орли
- Aquila adalberti -Испански Орел
- Aquila audax – Австралийски клиноопашат орел
- Aquila chrysaetos – Скален орел
- Aquila clanga – Голям креслив орел
- Aquila gurneyi
- Aquila heliaca – Кръстат (Царски) орел
- Aquila nipalensis – Степен орел
- Aquila pomarina – Малък креслив орел
- Aquila rapax – Сив степен орел
- Aquila verreauxii -Черен Орел
- Aquila vindhiana
- Aquila wahlbergi
- Aquila fasciata -Ястребовият Орел

## Други
На орлите е наречена улица „Орел“ в квартал „Хладилника“ (Карта) и улица „Орлица“ в квартал „Красна поляна 3“ (Карта) в София.